# Belmont Stakes

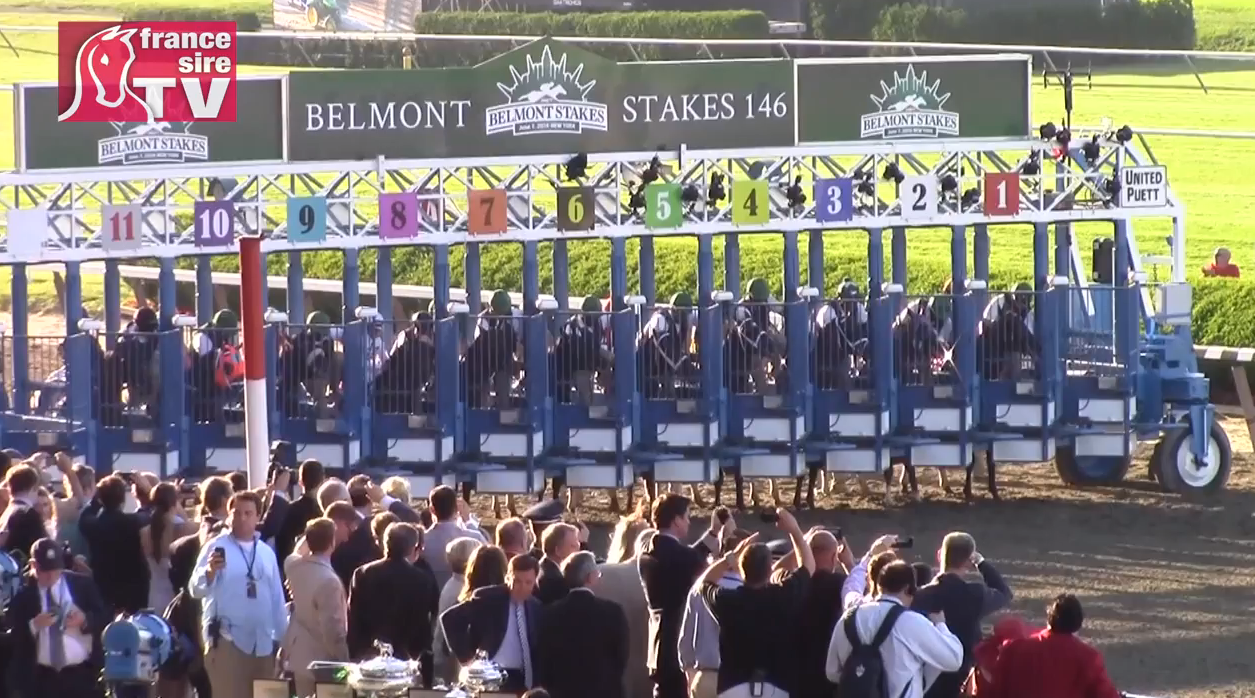
Start závodu v roce 2014

Belmont Stakes je rovinový dostih tříletých anglických plnokrevníků, který se koná každoročně začátkem června ve městě Elmont v americkém státě New York. Bývá nazýván také „The Run for the Carnations“, protože vítězný kůň je v cíli ověnčen stovkami bílých karafiátů. Poprvé se jel v roce 1867 (do roku 1905 se konal v Bronxu) a od roku 1950 je závěrečným závodem tzv. Trojkoruny nejvýznamnějších amerických dostihů, kterou tvoří spolu s Kentucky Derby a Prakness Stakes. Závodiště Belmont Park má z nich nejdelší dráhu (měří 2400 metrů a má písčitý povrch). Traťový rekord vytvořil v roce 1973 Secretariat časem 2:24 minuty. Belmont Stakes patří k nejatraktivnějším pravidelným sportovním akcím v USA: sleduje ho okolo 100 000 diváků na místě a zhruba 15 milionů v televizi. Na výhrách se rozdělí okolo 1,5 milionu amerických dolarů.